# Lauro Cress

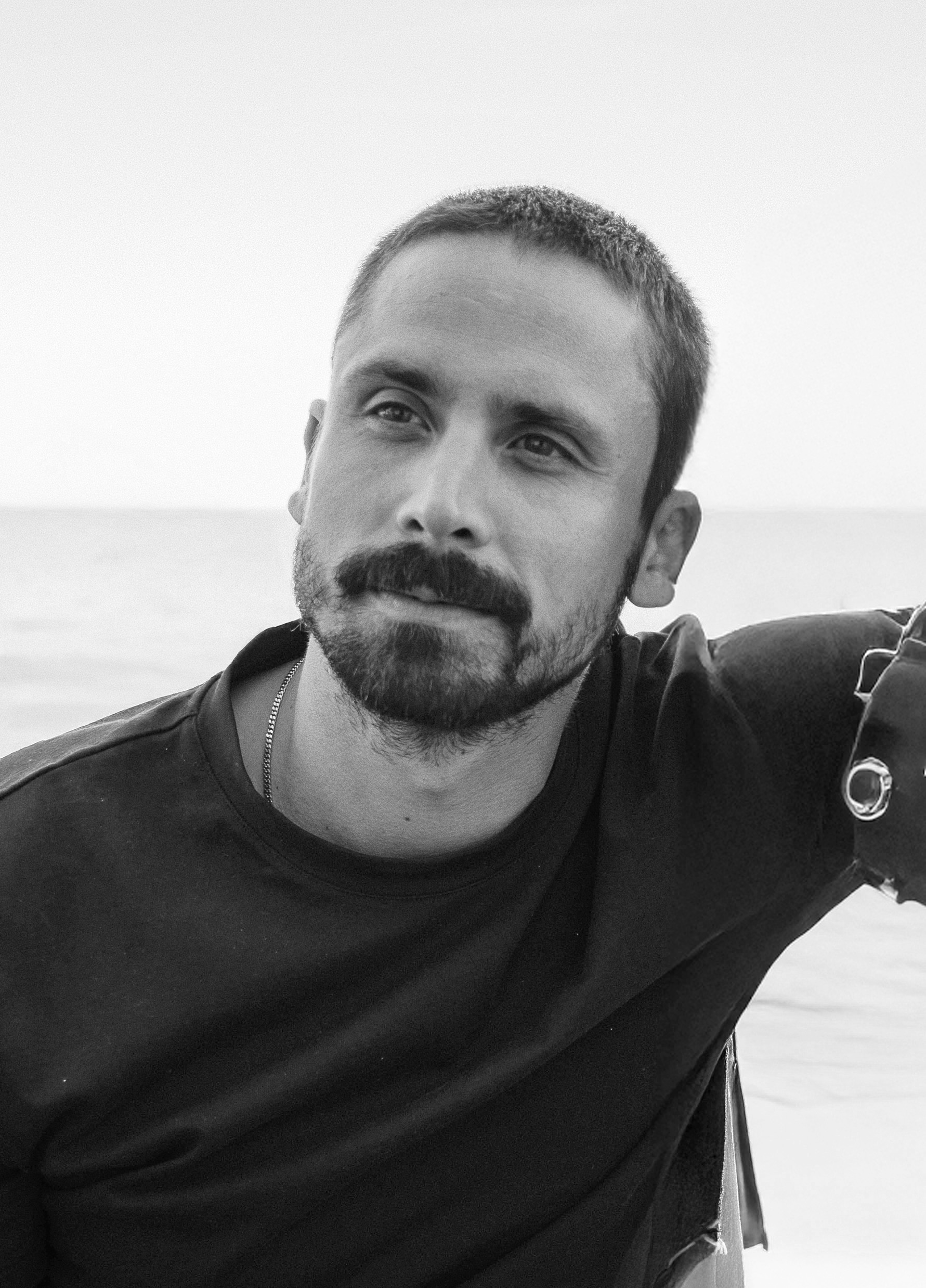
Lauro Cress, 2025

Lauro Cress (* 1983 in München) ist ein deutscher Filmregisseur und Drehbuchautor.

## Leben und Wirken
Lauro Cress stammt aus einer Künstlerfamilie. Sein Vater, Curt Cress, ist Schlagzeuger, Sein Bruder, Maximilian Ferreira Cress, ist Journalist und Autor und veröffentlichte mit Um jeden Preis 2024 einen politischen Thriller.
Karriere von Lauro Cress begann in der Musik: Als Schlagzeuger machte er sich früh einen Namen in der nationalen Musikszene. Anschließend studierte er Architektur bis zum Vordiplom, bevor er sich der Fotografie und dem Film zuwandte. Er absolvierte ein Studium der Experimentellen Medien an der Universität der Künste Berlin.
Nach ersten Arbeiten als Kameramann für Musikvideos und Werbefilme entschied sich Cress, den Fokus ganz auf die Regie zu legen, und studierte an der Deutsche Film- und Fernsehakademie Berlin. Seine Kurzfilme liefen auf internationalen Festivals, darunter das Guanajuato International Film Festival, Cinemajove Valencia und das Asiana International Short Film Festival. Parallel sammelte er Erfahrung am Set, unter anderem bei Thomas Arslan und Matt Porterfield.
Neben seiner Arbeit im Werbefilmbereich feierte er mit seinem Debütspielfilm Ungeduld des Herzens 2025 Erfolge: Der Film gewann den Hauptpreis beim Filmfestival Max Ophüls Preis für den besten Spielfilm sowie die Schauspielpreise für beide Hauptdarsteller:innen. Beim Filmkunstfest Mecklenburg-Vorpommern wurde Ungeduld des Herzens ebenfalls mehrfach ausgezeichnet – unter anderem mit dem Hauptpreis Fliegender Ochse für den besten Spielfilm sowie dem Preis für den besten Nachwuchsschauspieler.

## Filmografie
- 2012: Kontakt (Kurzfilm)[11]
- 2013: Diebe (Kurzfilm)[12]
- 2015: Boxer (Kurzfilm)
- 2025: Ungeduld des Herzens

## Auszeichnungen
- 2025: Auszeichnung mit dem Hauptpreis Bester Spielfilm für Ungeduld des Herzens, Filmfestival Max Ophüls Preis
- 2025: Auszeichnung mit dem Hauptpreis Fliegender Ochse (Lauro Cress) für Ungeduld des Herzens, Filmkunstfest Mecklenburg-Vorpommern
- 2025: Auszeichnung mit dem Hauptpreis Bester Spielfilm für Ungeduld des Herzens, Neiße Filmfestival[13]